# 우에하라 미쿠
우에하라 미쿠(上原 実矩, 1998년 11월 4일 ~ )는 일본의 배우, 모델이다.